# Borboroides petiolus
Borboroides petiolus är en tvåvingeart som beskrevs av Mcalpine 2007. Borboroides petiolus ingår i släktet Borboroides och familjen myllflugor. Inga underarter finns listade i Catalogue of Life.